# G.I. Joe: The Movie
GI Joe: The Movie (también conocida como Action Force: The Movie en el Reino Unido) es una película de ciencia ficción militar animada directa a video estadounidense de 1987 producida como secuela de la serie animada G.I. Joe: A Real American Hero. , basado en la línea de juguetes original de Hasbro. Fue producido por Sunbow Productions y Marvel Productions y fue animado en Japón por Toei Animation Co., Ltd.

## Trama
Mientras Cobra Commander y Serpentor se responsabilizan mutuamente de los fracasos de la organización, Pythona, un miembro de la civilización oculta Cobra-La, se infiltra en secreto en el Terror Drome. Mientras está allí, le revela a Serpentor que Cobra-La fue responsable de inspirar al Doctor Mindbender para crear a Serpentor a través de la manipulación de los sueños. A instancias de ella, Serpentor planea capturar la última arma de GI Joe, el Broadcast Energy Transmitter (BET).
Cobra asalta a los Joe mientras prueban el BET en el Himalaya. Los Joes usan la APUESTA para activar sus sistemas de armas automatizados. Serpentor es capturado y Cobra Commander ordena la retirada. Cobra Commander lleva a sus tropas a Cobra-La.
Mientras los Joes celebran su victoria, un nuevo grupo de Joes novatos se une al equipo, incluido el supuestamente torpe kunoichi Jinx , el oficial de policía militar Law y su perro Order , el exjugador de baloncesto Big Lob , el especialista en EOD Tunnel Rat , el oficial encubierto Chuckles , y el medio hermano imprudente de Duke, el teniente Falcon , un boina verde .
En Cobra-La, las fuerzas de Joe son emboscadas y detenidas dentro del entorno de vida lovecraftiano. Los soldados Cobra se encuentran con el líder de la civilización, Golobulus, quien hace que Pythona y su otro secuaz, Nemesis Enforcer, arresten a Cobra Commander. Mientras está allí, Cobra aprende sobre su historia: hace 40.000 años, Cobra-La era una civilización antigua que gobernaba la Tierra. Sin embargo, la Edad de Hielo, la evolución de los humanos y su desarrollo de tecnología científica dieron como resultado que los sobrevivientes de Cobra-La fueran forzados a entrar en cavernas dentro del Himalaya .. Cobra-La reconstruyó su sociedad en secreto con el paso de los siglos. Golobulus juró destruir a la humanidad para que su pueblo pudiera recuperar la tierra. Eventualmente descubrió a un noble que estaba trabajando en armas biológicas. El noble luego se convirtió en Cobra Commander, encargado de conquistar el mundo para Cobra-La. Sin embargo, los repetidos fracasos de Cobra Commander hicieron que Golobulus usara un Motivador psíquico en Doctor Mindbender para crear a Serpentor.
Mientras tanto, un Zarana disfrazado usa a Falcon para infiltrarse en la celda de detención de Serpentor. Por abandonar su entrenamiento, Duke pone a Falcon en guardia. Después de que Falcon abandona su puesto para coquetear con Jinx, los Dreadnoks y Nemesis Enforcer liberan a Serpentor, hiriendo a Alpine , Bazooka y Gung-Ho en el proceso. El general Hawk regaña a Falcon por abandonar su puesto y lo confina en sus habitaciones hasta la corte marcial .
En Cobra-La, se prueba a Cobra Commander y Golobulus revela sus planes para lanzar vainas de esporas, llenas de esporas mutantes al espacio y usar la APUESTA para incubarlas, condenando así a la humanidad. Castiga a Cobra Commander por sus repetidos fracasos después de su juicio al exponerlo a las esporas, que transforman a Cobra Commander en una serpiente. Huye y se dirige al campamento de los Joe con Roadblock.
Convencido por Duke de salvar a Falcon de un duro castigo, el general Hawk reasigna a Falcon al "Matadero", donde el sargento lo volverá a entrenar. Slaughter y sus "Renegados" que consisten en el ex Viper Mercer , el exjugador de fútbol Red Dog y el ex acróbata Taurus . En una misión de reconocimiento sin armas en Terror Drome, los cinco se enteran de los planes de Cobra y que la baronesa ha descubierto la ubicación de BET. Mientras Falcon y los demás destruyen el Terror Drome, Cobra lanza un asalto contra los Joes. Los Joe lanzan un contraataque a Cobra, pero le roban la APUESTA. Serpentor intenta matar a Falcon, pero Duke interviene y cae en coma.
Creado en el apogeo de la moda de GI Joe en la década de 1980, GI Joe: The Movie fue pensado como un estreno en cines al que seguirían de cerca The Transformers: The Movie . Sin embargo, la película de GI Joe encontró retrasos de producción inesperados que permitieron que la función de Transformers se lanzara primero. Debido a los malos resultados de taquilla de The Transformers: The Movie y My Little Pony: The Movie , GI Joe: The Movie se lanzó directamente en video y se transmitió por televisión en sindicación, primero en formato de largometraje[cita requerida] y luego se dividió en un formato de miniserie de cinco partes como parte del paquete de distribución de la serie.
Falcon, los Renegados y los nuevos reclutas se dirigen al Himalaya para detener a Cobra-La. El equipo de GI Joe es conducido a la guarida de Cobra-La por Cobra Commander. Los nuevos reclutas demuestran ser soldados valiosos cuando los Joes rescatan a sus compañeros de equipo capturados. Falcon, Jinx y el sargento. Slaughter se enfrenta a Golobulus, Pythona y Serpentor. La pelea que siguió culmina cuando Jinx y Slaughter envían a Pythona y Nemesis Enforcer a su aparente desaparición. Finalmente, Falcon envía a Serpentor fuera de Cobra-La y reconfigura la APUESTA para incinerar las vainas de esporas en el espacio y destruir Cobra-La. Inmediatamente después de la batalla, el equipo de ataque recibe la noticia de que Duke ha salido del coma y se está recuperando.

## Reparto de voces
- Charlie Adler como Low-Light
- Shuko Akune como Jinx
- Jack Angel como Wet Suit
- Jackson Beck como Narrador
- Michael Bell como Duke,Xamot, Blowtorch y Lift-Ticket
- Gregg Berger como Motor-Viper
- Earl Boen como Taurus
- Arthur Burghardt como Destro y Iceberg
- Corey Burton como Tomax
- William Callaway como Beach Head
- François Chau como Quick Kick
- Peter Cullen como Zandar y Nemesis Enforcer
- Brian Cummings como Doctor Mindbender
- Jennifer Darling como Pythona
- Laurie Faso como Tunnel Rat
- Hank Garrett como Dial Tone
- Dick Gautier como Serpentor
- Ed Gilbert como General Hawk
- Dan Gilvezan como Slip Stream
- Zack Hoffman como Zartan
- Kene Holliday como Roadblock
- John Hostetter como Bazooka
- Don Johnson como Lt. Falcon[7]
- Buster Jones como Doc
- Chris Latta como Cobra Commander, Gung Ho y Ripper
- Morgan Lofting como Baroness
- Chuck McCann como Leatherneck
- Michael McConnohie como Cross Country
- Mary McDonald-Lewis como Lady Jaye
- Burgess Meredith como Golobulus
- Ron Ortiz como Law
- Rob Paulsen como Snow Job
- Patrick Pinney como Mainframe
- Poncie Ponce como Red Dog
- Lisa Raggio como Zarana/Heather
- Bill Ratner como Flint
- Neil Ross como Buzzer, Dusty, Monkeywrench y Shipwreck
- Brad Sanders como Big Lob
- Ted Schwartz como Thrasher
- Sgt. Slaughter como Sgt. Slaughter
- Kristoffer Tabori como Mercer
- B.J. Ward como Scarlett
- Vernee Watson-Johnson como Scientist
- Lee Weaver como Alpine
- Frank Welker como Torch, Wild Bill y Lower
- Stan Wojno Jr. como Lifeline

## Producción
Los escritores originalmente no tenían la intención de que "Cobra-La" fuera el nombre de la civilización rival; este era simplemente un nombre de marcador de posición en los borradores hasta que se les ocurrió una etiqueta más extraña, pero los ejecutivos de Hasbro se enamoraron del nombre y obligaron a los escritores a mantenerlo.
En el guion original de la película, Duke muere en la batalla después de recibir una herida de una lanza de serpiente lanzada por Serpentor. Después de que esto se escribiera en el guion, inspiró la muerte del líder Autobot Optimus Prime en The Transformers: The Movie mientras ambas películas estaban en producción. Sin embargo, la muerte de Optimus Prime provocó una severa reacción violenta entre los fanáticos y los padres, y Hasbro revirtió su decisión de permitir la muerte de Duke. Mientras se mantuvo la escena, se insertó un diálogo de reemplazo que indicaba que Duke había entrado en coma. Al final de la película, se afirma que había salido del coma. El escritor y editor de historias Buzz Dixon dijo en una entrevista con JoeHeadquarters.com: "[Si] miras las imágenes y no escuchas la banda sonora, es obvio que Duke muere". En el guion original, los Joe también celebraron su funeral antes de la batalla final.

## Medios domésticos
Rhino Entertainment/Kid Rhino Entertainment lanzó por primera vez la película en DVD el 20 de junio de 2000, con sonido 5.1 remasterizado y remezclado “Rhinophonic” y contiene algunas características adicionales. ¡Grito! Factory lanzó una edición especial remasterizada en DVD y Blu-ray el 27 de julio de 2010, con comentarios de audio del consultor de historias (y escritor de la serie) Buzz Dixon , y una copia imprimible del guion original.